# Ruta 4101
Die Ruta 4101 ist eine Gemeindestraße im südamerikanischen Andenstaat Bolivien.

## Streckenführung
Die Straße hat eine Länge von 118 Kilometern und  führt durch die nordöstlichen Ausläufer der Cordillera Oriental und bewegt sich auf fast der gesamten Strecke im Nationalpark Tunari.
Die Ruta 4101 verläuft von Osten nach Westen im Nordosten des Departamento Cochabamba und ist ein Abzweig von der Ruta 4 bei Sacaba, sie endet beim Abzweig „Tahua Cruz“ (auch: Tawa Cruz) an der Ruta 25 in einer Höhe von 4456 m. Ursprünglich war von Tahua Cruz eine Weiterleitung bis Morochata geplant, dieser Abschnitt ist aber inzwischen Teil der Ruta 25.

## Straßenabschnitte
- Municipio Sacaba
  - km 000: Sacaba Huayllari Grande, Cruce Palca
  - km 016: Sapanani Centro
  - km 017: Chaquiqocha
  - km 038: Kaluyo Chico
  - km 042: Palca
  - km 056: Challviri
- Municipio Quillacollo
  - km 066: Chapisirca
  - km 086: Cuatro Esquinas
  - km 095: Putucuni
  - km 102: Sunjani
  - km 118: Tahua Cruz, Ruta 25